# كريستا فيلينغ
كريستا فيلينغ (بالألمانية: Christa Wehling )‏ (و. 1928 – 1996 م) هي ممثلة ألمانية، ولدت في إلمسهورن، توفيت في إلمسهورن، عن عمر يناهز 68 عاماً، بسبب سرطان.

## وصلات خارجية
- كريستا فيلينغ على موقع IMDb (الإنجليزية)
- كريستا فيلينغ على موقع قاعدة بيانات الفيلم (الإنجليزية)
- كريستا فيلينغ على موقع كينوبويسك (الروسية)

- كريستا فيلينغ في قاعدة بيانات الأفلام على الإنترنت